# 棒球英豪
《TOUCH》（日语：タッチ），日本漫画家安达充所著的體育漫畫代表作之一。

## 概要
1980年代，《TOUCH》在週刊少年Sunday上连载6年，与高桥留美子的《福星小子》同为杂志的招牌作品。單行本外又发行过ワイド版全11卷、文庫版全14卷、完全版全12卷。該系列漫畫的累計發行量超过1亿本。同名電視動畫於富士電視台播放101集，香港由亞視本港台播放。另有3部剧场版、2部特别版、1部真人电视剧，并於2005年拍成真人電影，由長澤雅美主演。
本作品曾获得第28回（昭和57年度）小学館漫画賞。

## 主要情节
故事主要讲的是一对孪生兄弟上杉达也、上杉和也与青梅竹马的隔壁邻居淺倉南的感情和梦想。主人公上杉达也从小就是运动天才，也是个爱护弟弟的好哥哥。虽然运动细胞好，但个性懒散，被棒球明星选手的弟弟远远甩在后面。在同学们眼中，达也只不过是个当配角的笨哥哥。只有从小一起长大的小南，既保持與和也之间两小无猜的友谊，同时也对达也表达了爱意。而和也从小为了实现小南和自己共同的理想不懈努力。这种微妙关系一直持续到地方預賽的决赛前夜。故事最大的转折发生了，和也在前往赛场途中为了救一个小孩而牺牲。本来打算和弟弟一较高下争取小南的达也落入了两难境地。最终，为了弟弟和小南的梦想，达也决定参加棒球队。凭自己的天赋和努力，在魔鬼教练柏叶英二郎指导下，取得了甲子园入场券。在实现了梦想的同时，上杉达也发现了一直埋在自己最深处的力量：“上杉达也比世界上任何人都要爱着浅仓南。”
作品故事曲折，情节紧凑，以棒球和爱情为线索，同时穿插了众多栩栩如生的人物。除了以上列举的以外，还有极度自卑和自傲的吉田冈、可爱聪明但野蛮的新田由加、学习优异头脑冷静却少运动细胞的佐佐木等。棒球英豪讲述的不仅是运动和爱情，还包含了亲情、友谊、梦想、拼搏、矛盾、挫折，展示了一个真实的日本社会缩影，当时正处上升期的日本也就像这故事里的人物一样有梦想、奋斗、努力、阻碍。同时，也激励了当时年轻一代为了自己理想而奋斗的意志。

## 登場人物

### 主要角色
上杉達也（配音員：三矢雄二；台灣：劉傑；香港：曾秉輝→梁政平）
- 生日:6月16日
- 星座:雙子座
- 血型:AB型
- 背號:1號 明青隊當家投手
- 目標:甲子園
- 最愛的人：淺倉南、上杉和也

在中學的時候一直被拿來和和也比較，被戴上了笨哥哥的帽子，不過其實擁有更優於弟弟的天賦。剛上高中時打算加入棒球隊，但在將要開門的瞬間聽到小南在做自我介紹而放棄，隨後在失落之時稀里糊塗地被原田拉入拳擊部。和也死後的一場拳擊比賽中，達也戰勝了前一年新人賽的冠軍。賽後黑木用一張簽名版向拳擊部主將行賄，而成功地把達也換到了棒球隊。主人公繼承了弟弟的遺志和投手的位置與背號，帶著小南的期望，與隊友們一同為打進甲子園奮鬥。最後在三年級時取得夏季甲子園的優勝之後告白跟小南在一起。
上杉和也（配音員：難波圭一；台灣：于正昌；香港：關子棟）
- 生日:6月16日
- 血型:AB型
- 背號:1號 明青隊當家投手
- 目標:甲子園
- 最愛的人：淺倉南、上杉達也。

達也的雙胞胎弟弟，剛上高中後便加入棒球隊的明星天才投手。受到同學們、學校還有鄰居們的期待及女生們的歡迎。為了替小南實現去甲子園的夢想而不懈努力。在甲子園選拔賽的決賽的那天裡因交通事故死亡。
淺倉南（配音員：日高範子；台灣：方雪莉；香港：蔡惠萍→賴雪芬）
和达也、和也是青梅竹马，在學校裡，小南以出眾的外貌，優秀的成績和親切的待人態度，受到了男生們和女生們一致的尊敬。初中時連續三年獲得「明星小姐」稱號。升入高中後，加入棒球隊擔任經理，一年級時與和也一起獲得「最佳情侶」獎。和也死後，小南曾反對把達也請來填補投手的空缺，然而當達也被黑木從拳擊部挖角過來後，她還是幫助達也跟其他隊員摒棄前嫌，和睦相處。由於一個偶然的機會，小南受清水文子之邀，代替藝術體操隊受傷的隊長參加比賽，憑藉自己的天賦和努力取得了不錯的成績，從此開始了自己的藝術體操生涯，但後來也因此被柏葉教練從棒球隊開除。最終在校際比賽中獲得個人總成績優勝。小南从小就喜欢达也，但一直藏心里，并且总是嘲笑达也来掩饰自己的心意。上了高中后，小南开始表露心迹，最后经历种种，二人終於在一起，并为未来作努力。

### 明青學園棒球隊
松平孝太郎
配音：(日) 林家正蔵，(港) 盧傑
捕手，背號2，第四棒。三年級時的隊長。達也進入棒球隊的時候，最初討厭達也，不願接達也的球。後來成為好朋友，成為他的捕手搭檔。劇場版也有登場，沒有再從事棒球運動。
黑木武
配音：(日) 鹽澤兼人，(港) 黃志成→梁政平→曾秉輝
三壘手，第四棒。二年級時隊長，與西尾佐知子相戀。對達也的加入和成長起到過很大幫助。
新田由加
配音：(日) 富永美衣奈，(港) 曾秀清，(台) 呂佩玉
新田明男的妹妹。三年級時的經理。擅長游泳和格鬥。因為像個大小姐一樣，一點料理都不會，但是很努力。喜歡上杉達也，因此妒忌淺倉南，但不放棄愛慕著達也。 劇場版中也有登場，提醒淺倉南看護好上杉達也。
西尾茂則
配音：(日) 北村宏一，(港) 周永光
教練，認為自己很無能，埋沒了許多有才能的球員。
故事後期因為年紀大了而身體不好住院。
西尾佐知子
配音：(日) 鶴弘美，(港) 龍德瓊，(台) 呂佩玉
西尾教練的女兒。也曾經是明青高中棒球隊的經理。很早就看出達也有不輸給和也的天賦。
片桐
配音：(港) 黃志明
一壘手。能夠接住和也的球，但因為肩膀無力，並不能勝任和也的捕手。
柏葉英二郎
配音：(日) 田中秀幸，(港) 關子棟
年輕時由於主動替哥哥頂罪而使其他人誤認為是小太保，被明青高中棒球隊的高年級用卑鄙的手段驅逐出隊。受西尾教練邀請（被誤認為哥哥柏葉英一郞）成為明青高中棒球隊的教練。為了發洩對棒球隊的恨，對達也他們進行超越普通的嚴厲訓練，但因此也使棒球隊的水準得到很大的提高。最終仍為達也所改變，在地區決賽中做出出色的指揮，帶領球隊進入甲子園。有嚴重的眼疾，於地區預選賽結束后辭職入院治療。
佐佐木
配音：难波克弘，(港) 陳欣
後備投手，背號18。和由加同班，擔任委員長。極度缺乏運動天份。在棒球队中主要从事情报工作，决赛前调查了须见工相当多的球员情报。
吉田剛
配音：(日) 鹽屋翼→堀川亮，(港) 程輝，(台) 于正昌
後備投手，背號10。一年後生，最初羨慕閃亮的前輩上杉達也，成為追隨者，學習達也的快速直球投球。及達也敗給了勢南高中的西村勇，吉田就改為苦練投出西村風格的變化球。在練習投球示範之時，達也的投球被新田明男清脆擊中，吉田卻用變化球三振了新田。從此，吉田自命為達也的競爭對手，成為敵人。
本來打算和達也競爭王牌投手的位置，但因為父親要調職到海外而跟著搬家，使此事不了了之，之後回來加入敵對球隊與達也交手卻被慘痛擊敗，個性懦弱陰暗，自欺欺人。
在劇場版《棒球英豪TV Special 在那之後的妳》廢棄的文案中原本有吉田，劇情設定了雙線，淺倉與達也與原作一樣處於感情迷惘期， 廢棄文案中除水野佳代子外，還設定了吉田歸來，大學與淺倉南同校，為棒球社王牌，喜歡淺倉南，淺倉在輸了與吉田的若戰勝棒球名校則和他約會的的賭約後，勉強答應了吉田的約會，隨後吉田對淺倉南展開了追求。另一方面水野佳代子則以達也與自己過夜，暗示達也出軌來打擊淺倉南，令淺倉對達也更爲失望。吉田則希望淺倉能與達也分手。而後吉田出現在達也與水野面前時，故意高調地摟着淺倉南向達也炫耀，達也與淺倉則均以為對方已出軌，雙方沈默不語的狀況卻令吉田十分得意。劇本最終被廢棄重做，吉田的角色被廢棄，換成了新田。
工藤
中外野手，背號8，第一棒。
丸山
左外野手，背號7，第二棒。
廣瀨
一壘手，背號3，第五棒。
久保田
二壘手，背號4，第六棒。
長尾
三壘手，背號5，第七棒。
池田
右外野手，背號9，第八棒。
中嶋
游擊手，背號6，第九棒。
三原修二
明青高中棒球隊。在和西條高中的比賽的最後打了支全壘打。

### 明青學園
原田正平
配音：(日) 銀河萬丈；(港)：程輝／周永光（代配）（1-30集），葉少榮／黃志明（代配）（30集之後）
和達也他們中學的時候就是同年級的同學。打架很厲害，從前常與流氓打架。邀請達也到拳擊部，成為達也的好友，一直給達也忠告，鼓勵他勇敢向南表達感情。最愛說口頭禪「原來如此」。
篠塚香
配音：(日) 富永美衣奈；(港) 曾秀清／徐愛貞（代配）
明青初中体操隊隊員。喜歡上杉和也。看出了小南喜歡達也。和也升上高中部後不了了之。
坂田
配音：(港) 黃志明
達也的損友，常一同看美女、分享色情雜誌。曾借一幅望遠鏡給達也偷窺女生卻跌破了，達也為籌錢還款十分苦惱。
北野
配音：(港) 駱明
明青高中的校長。淺倉南體操運動的支持者，為了讓南南專心體操賽事，和議柏葉英二郎罷免南南棒球部經理職務，讓南十分生氣。
澤井
明青高中拳擊部的主將。
清水文子
配音：(日) 千原江理子；(港) 吳小藝
明青高中體操部，拉小南進入體操部的“元兇”。

### 須見工業棒球隊
新田明男　配音：(日) 井上和彥；(港) 曾秉輝
須見工業高中棒球隊第四棒，三壘手。被認為是日本高中棒球的第四棒，天生的長打者。因為想要和上杉和也戰鬥而努力訓練。在2年級時，由於自己的失誤導致球隊在甲子園決賽中失敗，因此發誓在預賽中一定會打敗達也，再去甲子園彌補自己的過失，之後在與明青對決時被達也擊敗。喜歡淺倉南，劇場版中跟南告白卻被拒絕，知道自己輸給達也。
上村　配音：(港) 龔祖澤／盧雄
須見工業高中棒球隊的教練。和明青的西尾教練過去在一個棒球隊爭奪右外野的守備位置。
大熊　配音：(港) 程輝
須見工棒球隊第五棒，一壘手，在最終決賽中兩次將達也的投球擊出全壘打。

### 其他
上杉信吾
配音：(日) 千叶繁;(港) 梁政平(前期)／曾秉輝(後期)，(台) 官志宏
達也與和也的父親。為了看兒子的比賽會裝病逃避工作。
上杉晴子
配音：(港) 黃小英，(台) 呂佩玉
達也與和也的母親。沒什麽棒球知識。
淺倉俊夫
配音：(港) 戴偉光，(台) 劉傑
小南的父親。在自家的隔壁經營「南風」咖啡店，支持達也跟南的愛情。
パンチ/小胖/Punch/ (日) 千叶繁;(港) 阿旺
小南和達也收養的愛犬。但是一直受到小南的照顧。
タツヤ/ (港) 達也
吉田饲养的狗。
西村勇
配音：(日) 中尾隆聖；(港) 陳欣
勢南高中高中棒球隊投手，喜歡淺倉南。地區最好的變化球投手。在達也2年級時帶領球隊淘汰明青。3年級時，由於長期投曲球導致手臂受傷，意外出局，之後承認自己對任自家球隊經理的感情。
寺島
配音：(日) 小杉十郎太；(港) 程輝
西條高中棒球隊王牌。是地區屈指可數的資格派左手投手。和也最後的對手。
寺島友子
配音：(日) 高橋美紀；(港) 龍德瓊／曾秀清／徐愛貞（代配）
寺島的妹妹，崇拜上杉和也。她曾為原田正平所救而喜歡上他，把自己編的帽子作為禮物送給了原田。
森山勇次
本條高中拳擊部。在同明青高中的練習比賽中作為達也對手。
柏葉英一郎
柏葉英二郎的哥哥，明青學園歷代最優秀的隊員、隊長、投手、第四棒強打，真心喜愛棒球，對人溫柔，又認真又努力。原本西尾教練推薦的代理教練是他，但陰差陽錯卻找到了他的弟弟。由於認為他弟弟放棄了棒球因此產生了誤解。現在旅居美國。
住友里子（僅原作登場人物）
受歡迎的偶像歌手。達也在去甲子園的新幹線上遇到，與達也有一點曖昧。
鈴子
水野加代子(紀念劇場版人物)
水野香織(紀念劇場版人物)

## 剧场版
- 《邻家女孩剧场版 没有背号的王牌投手》

1986年4月12日公映
- 《邻家女孩剧场版 再见的礼物》

1986年12月13日公映
- 《邻家女孩剧场版 在你离开之后》

1987年4月11日公映

### 特别版
又称“紀念劇場版”
- 《邻家女孩TV Special 在那之后的你》

1998年12月11日放送
- 《邻家女孩TV Special 迷惘的十字路口(風之速)》

2001年2月9日放送

## 真人版

### 电视剧
1987年6月1日首播。
工作人员
- 脚本 - 胡桃哲
- 演出 - 植木善晴
- 企画 - 岡正
- 企画制片人 - 宇佐美廉
- 制片人 - 宅間秋史、高橋勝
- 制作協力 - オービー企画、ジャニーズ事務所、ACT（現：テクノマックス）、フジテレビ美術センター（現：フジアール）
- 制作 - フジテレビ、アズバーズ

### 真人电影
2005年上映。
演员
- 淺倉南 - 長澤雅美
- 上杉達也 - 齊藤祥太
- 上杉和也 - 齊藤慶太

工作人员
- 導演：犬童一心
- 製作人：本間英行
- 映像制作：東宝映像美術
- 製作：東寶電影公司

## 游戏
タッチ
1987年1月发售
CITY ADVENTURE タッチ MYSTERY OF TRIANGLE
1987年3月14日发售

## 音乐剧
坂上忍（上杉達也・和也）、工藤夕貴（浅倉南）、林家こぶ平（現・九代目林家正蔵）（松平孝太郎）出演。

## 广播剧
浅倉南のオールナイトニッポン
2004年9月29日开始放送，以庆祝动画20周年DVD-BOX发售。

## 外部連結
- （日語）